# Gymnangium setosum
Gymnangium setosum är en nässeldjursart som först beskrevs av Armstrong 1879.  Gymnangium setosum ingår i släktet Gymnangium och familjen Aglaopheniidae. Inga underarter finns listade i Catalogue of Life.